# Anginon
Anginon là chi thực vật có hoa trong họ Apiaceae.